# بن نگوین
بن نگوین (انگلیسی: Ben Nguyen؛ زادهٔ ۳ اوت ۱۹۸۸) ورزشکار هنرهای رزمی ترکیبی و تکواندوکار اهل ایالات متحده آمریکا است.